# L'Homme orchestre (film, 1970)
Pour les articles homonymes, voir L'Homme orchestre.
Pour plus de détails, voir Fiche technique et Distribution.
L'Homme orchestre est un film musical comique franco-italien, réalisé par Serge Korber et sorti en France le 18 septembre 1970. Il relate l'histoire d'Evan Evans qui possède et dirige d'une main de fer une compagnie de ballet dans la principauté de Monaco.

## Synopsis
On entre dans la compagnie de danse contemporaine d'Evan Evans (Louis de Funès) comme on entre en religion. Chez lui, la prise de poids et la vie sentimentale sont interdites ; les danseuses doivent se vouer corps et âme à la danse et sont dirigées d'une main de fer.
Alors qu'une de ses danseuses décide de quitter la troupe car elle souhaite se marier et que le statut marital est incompatible avec sa fonction chez Evan Evans, avec l'aide de Philippe (Olivier de Funès) son neveu et de Françoise (Noëlle Adam) son adjointe, Evan Evans fait passer des auditions afin de trouver une nouvelle perle rare. Il tombe sous le charme du talent d'Endrika (Puck Adams). C'est avec enthousiasme qu'il l'associe à la troupe.
Tout comme ses consœurs, Endrika doit vouer une entière motivation à la danse. Et pourtant, l'une des danseuses et pas la moindre, Françoise, s'offre une vie amoureuse au nez et à la barbe d'Evan Evans. Apprenant cela, il fait échouer cette idylle naissante en abusant de la naïveté de Philippe qui aura permis de faire des enregistrements d'une conversation entre lui et Françoise où il se fait rabrouer. Ces enregistrements seront utilisés par Evan Evans pour faire rompre à son insu Françoise d'avec Franco Buzzini (Franco Fabrizi), son amant.
Lors d'une tournée en Italie, Endrika se voit obligée de récupérer son fils mis en nourrice dans une famille italienne, fils dont elle n'a jamais parlé à qui que ce soit dans la troupe. Ne pouvant trouver rapidement une nouvelle nourrice, elle décide, sur les conseils de Françoise, de faire croire à Evan Evans, par le biais d'une lettre, que l'enfant est celui de son neveu qu'il aurait eu lors d'une aventure durant une des précédentes tournées en Italie.
Evan Evans demande alors des comptes à son neveu, afin de savoir si c'est vrai, et avec qui il aurait eu cet enfant. Celui-ci ne nie pas. Cet enfant doit être de lui, et la mère doit être une jeune Sicilienne (Paola Tedesco) avec qui il a eu une aventure. Evan Evans décide d'aller voir les parents de la jeune fille, afin d'éclaircir les choses. Lorsqu'il arrive dans cette famille, il découvre avec effroi que non seulement le bébé n'est pas d'elle, mais qu'effectivement elle a eu une petite fille, dont il hérite et qu'il se voit obligé de ramener à l'hôtel.
Evan Evans demande de nouveau des comptes à son neveu, pour savoir enfin qui peut être la mère du petit garçon. Philippe pense qu'il doit s'agir de la bonne d'un marquis romain (Franco Volpi). Evan Evans va donc voir le marquis, et apprend que celui-ci a épousé sa bonne qui n'a jamais eu d'enfant. C'est confus qu'il rentre à l'hôtel. Philippe ne voit pas du tout qui pourrait être la mère du petit garçon.
Evan Evans et Philippe trouvent une nourrice pour s'occuper des deux enfants, et c'est dans d'énormes tambours qu'ils sortent les enfants de l'hôtel. Endrika, Françoise et les autres danseuses découvrant la disparition des enfants, croient qu'ils ont été enlevés et préviennent la police italienne, qui ne met pas longtemps à retrouver Evan Evans et Philippe pour les interroger.
Ce n'est pas sans mal qu'ils tentent d'expliquer au commissaire (Marco Tulli) comment ils en sont arrivés à transporter deux bébés dans des tambours, mais heureusement l'arrivée des danseuses et de la mère de la petite fille permet d'éclaircir les choses pour que tout se termine bien, avec à la clef l'annonce du mariage de son neveu avec la Sicilienne.

## Fiche technique
- Réalisation : Serge Korber
- Scénario, adaptation et dialogues : Jean Halain et Serge Korber, d'après l'histoire Papillons de Paris, pas de deux de Géza von Radványi
- Décors : Rino Mondellini, assisté de Jean Forestier
- Costumes : Anne-Marie Marchand
- Opérateur : Alain Douarinou
- Photographie : Jean Rabier
- Montage : Robert et Monique Isnardon, assistés d'Inès Collignon
- Son : René-Christian Forget
- Musique : François de Roubaix (Éditions Hortensia)
- Paroles des chansons écrites par Jean Halain, Remo Forlani, sur une musique de François de Roubaix
- Chorégraphie : René Goliard
- Effets spéciaux et accessoires : Jacques Martin, Jacques Preisach
- Conseillers techniques de judo : Michel Berreur, Daniel Breton
- Ameublement de l'hôtel de Rome réalisé par Knoll International
- Producteur : Alain Poiré
- Production : Gaumont (France), Rizzoli Films (Italie)
- Directeur de production : Robert Sussfeld, Roger Debelmas
- Distribution : Gaumont
- Studios : Paris-Studios-Cinéma (Studios de Billancourt)
- Tournage des extérieurs à Nice
- Tirage : Laboratoire G.T.C - Auditorium « Paris Studio Cinéma » de Billancourt
- Genre : Comédie et film musical
- Langue : français
- Format : couleur (Eastmancolor) - 35 mm Dyaliscope
- Durée : 85 minutes
- Première présentation le 18 septembre 1970

## Distribution

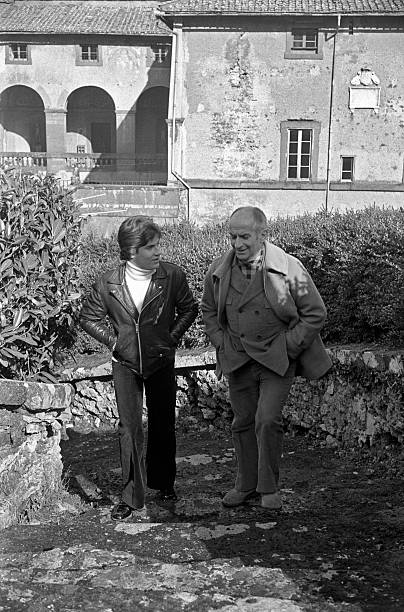
Louis et Olivier de Funès lors du tournage du film L'Homme orchestre.

- Louis de Funès : monsieur Édouard, alias Evan Evans, impresario et maître de ballet d'une troupe de danseuses
- Noëlle Adam (voix chantée : Anne Germain[1]) : Françoise, l'adjointe de M. Evans
- Olivier de Funès : Philippe, le neveu de M. Evans, musicien
- Paul Préboist : le directeur de l'hôtel romain
- Puck Adams : Endrika, la danseuse mère du petit garçon
- Tiberio Murgia : le père sicilien
- Vittoria di Silverio : la dame de Rome
- Paola Tedesco : la jeune Sicilienne
- Franco Volpi : le marquis de Rostolli[3]
- Michèle Alba : la danseuse forcée de prendre un médicament
- Lydie Callier : Lydie, la danseuse aux lunettes
- Géraldine Lynton : la danseuse qui accueille le bébé (« Welcome to Mr. Evan Evans & Company! »)
- Françoise Occhipinti : la danseuse qui prie Evans de lui donner du riz et n'en obtient pas
- Christine Reynolds : la danseuse qui avait mal au ventre (Evans : « How does your tummy feel? »)
- Annie Trembasiewicz : la danseuse qui n'est pas pesée et est envoyée directement à la salle d'exercices
- Leila Bouvier : Leila, la danseuse indisposée nourrie au riz et à la gelée de coing
- Françoise Gres : la danseuse aux cheveux courts sur le vélo d'entrainement
- Sylvie Maumet : la danseuse qui tire trop sur son nez
- Élisabeth Plazanet : Élisabeth, la danseuse bavarde (Evans : « Élisabeth, la ferme ! »)
- Rosario Toledano : la danseuse latina (« Se va a casar »)[4]
- Danielle Minazzoli : une danseuse (créditée Danielle Valdrini)
- Franco Fabrizzi : Franco Buzzini, le fiancé de Françoise
- Marco Tulli : le commissaire
- Daniel Bellus : le jeune automobiliste au feu rouge conduisant la Lamborghini jaune
- Max Desrau : l'automobiliste au feu rouge conduisant la Ford Mustang noire
- Jacqueline Doyen : l'automobiliste au feu rouge conduisant la MG blanche (non créditée)
- Micheline Luccioni : la passagère qui drague sur le yacht (non créditée)
- Martine Kelly : la danseuse qui se marie et démissionne (non créditée)
- Christor Georgiadis : Chris, preneur de son et cuisinier de la troupe (non crédité)
- Michel Charrel : un agent de la circulation (non crédité)
- Ibrahim Seck : le chauffeur du car (non crédité)
- Floriane Blitz : la fille de Philippe et la Sicilienne, enfant
- Jean-Marc Vossel : le fils d'Endrika, enfant

## Production

### Développement
« Dans l'esprit de Louis de Funès, L'Homme orchestre était un projet très gonflé : une comédie musicale avec des mecs de trente ans sur une musique pop d'un petit virtuose aux méthodes révolutionnaires. Par rapport aux Gendarmes, c'était presque de l'avant-garde ! »

— Serge Korber, 2001.
À la suite du succès remporté par Les Parapluies de Cherbourg (1964) et Les Demoiselles de Rochefort (1967), la Gaumont désire produire une comédie musicale, genre que Jacques Demy semble avoir remis au goût du jour, et lance à cette fin l'écriture de plusieurs histoires. L'un des scénarios retenus est celui soumis par le réalisateur réfugié hongrois Géza von Radványi, qui écrit un synopsis intitulé Papillons de Paris, pas de deux. Tenant le populaire Louis de Funès sous contrat à la Gaumont, le producteur Alain Poiré lui propose cette comédie musicale, avec Radványi — qui a déjà dirigé de Funès dans L'Étrange Désir de monsieur Bard (1954) — prévu comme réalisateur. L'acteur adjoint au projet, comme co-scénariste, Jean-Pierre Desagnat, l'assistant-réalisateur d'André Hunebelle, qu'il a côtoyé sur les Fantomas. Radványi et Desagnat écrivent un temps le scénario ensemble, imaginant des aventures musicales avec une histoire de gangsters. Lorsque Géza von Radványi n'est plus envisagé comme réalisateur, Jean-Pierre Desagnat espère le remplacer,.

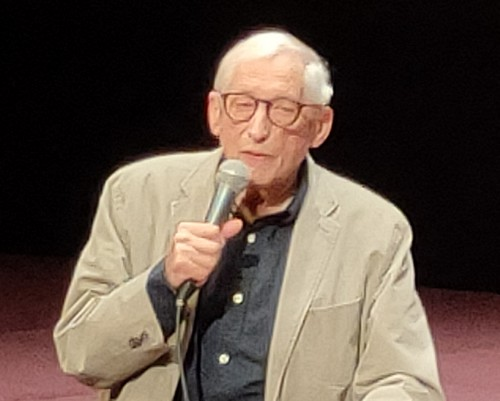
Serge Korber lors d'une projection de L'Homme orchestre à la Cinémathèque en 2021, au cours de la rétrospective consacrée à Louis de Funès.

Après mai 68 et plusieurs déconvenues, Louis de Funès doute de la pérennité de son succès et, inquiet de lasser son public, désire se renouveler, notamment avec cette comédie musicale, et en tournant avec un jeune cinéaste. Dans ces années-là, il en rencontre de nombreux, d'horizons variés, notamment Roman Polanski, Claude Lelouch, Pascal Thomas et Jean-Pierre Mocky, pour peut-être monter des projets avec eux. Il repère surtout Serge Korber, ayant été séduit par son film Un idiot à Paris (1967), adapté d'un roman de René Fallet, mais croit à tort qu'il appartient à la Nouvelle Vague. Si Serge Korber est bien de la génération de ces cinéastes, et a été l'assistant de François Truffaut, son cinéma reste très classique, « très éloigné des expérimentations formelles de Jean-Luc Godard », et ne s'inscrit pas dans ce mouvement artistique. L'acteur exprime à Alain Poiré sa volonté de tourner avec Korber. De plus, par contrat, Korber doit encore tourner un film pour la Gaumont, après Un idiot à Paris et La Petite Vertu (1968).
Au printemps 1969, Serge Korber reçoit donc un appel de Poiré : « “Louis de Funès souhaite vous rencontrer, il a envie de tourner avec un metteur en scène de la Nouvelle Vague !” Ça m'a fait sourire intérieurement : pour lui, j'étais un réalisateur jeune et moderne. Jeune oui : j'avais 33 ans. Moderne non ». Son ami Édouard Molinaro mettant en scène au même moment l'acteur dans Hibernatus, Korber lui demande son avis mais Molinaro lui déconseille fortement de tourner avec de Funès, avec qui il a des rapports tendus. L'acteur a la réputation de ne pas respecter les réalisateurs, d'être très critique, voire violent avec eux. Serge Korber se rend, intimidé, aux studios où de Funès tourne Hibernatus, avec l'intention de ne pas accepter la proposition, et de dissiper le malentendu autour de la Nouvelle Vague,. Finalement, l'acteur l'enthousiasme : « Et voilà qu'il me déclare : “J'adore René Fallet : votre Idiot à Paris est mon film de chevet. Si vous êtes d'accord, on pourra travailler ensemble… sur une comédie musicale.” Sur le champ, l'idée m'a branché : faire un autre de Funès, casser sa routine, lui offrir un nouvel entourage »,. Serge Korber écarte les critiques de ses amis cinéastes, notamment François Truffaut, qui lui reprochent de s'abaisser à du cinéma commercial, et se lance dans le film,. Lui-même considérait jusqu'alors, comme eux, que « les films de de Funès représentaient une forme d'humour conservateur, finalement assez bourgeois »,.
Louis de Funès doit tourner le film pour un cachet de 500 000 francs en vertu du contrat de trois films — les deux premiers étant Oscar et Hibernatus — avec la Gaumont qu'il a signé en 1967 après Le Grand Restaurant,. Cependant, il réclame de réévaluer cette somme sur ses cachets actuels, exigeant 2 millions de francs, ce que d'autres producteurs lui proposent à la même époque,. Alain Poiré s'y oppose, n'offrant seulement une énorme augmentation que sur un contrat suivant, ce que l'acteur refuse. En représailles, l'acteur décide qu'il fera durer le tournage, et prévient Korber du désagrément futur : « Vous savez, Serge, ce qui va se passer ne sera pas contre vous. Mais on va peut-être mettre du temps à tourner ce film ».

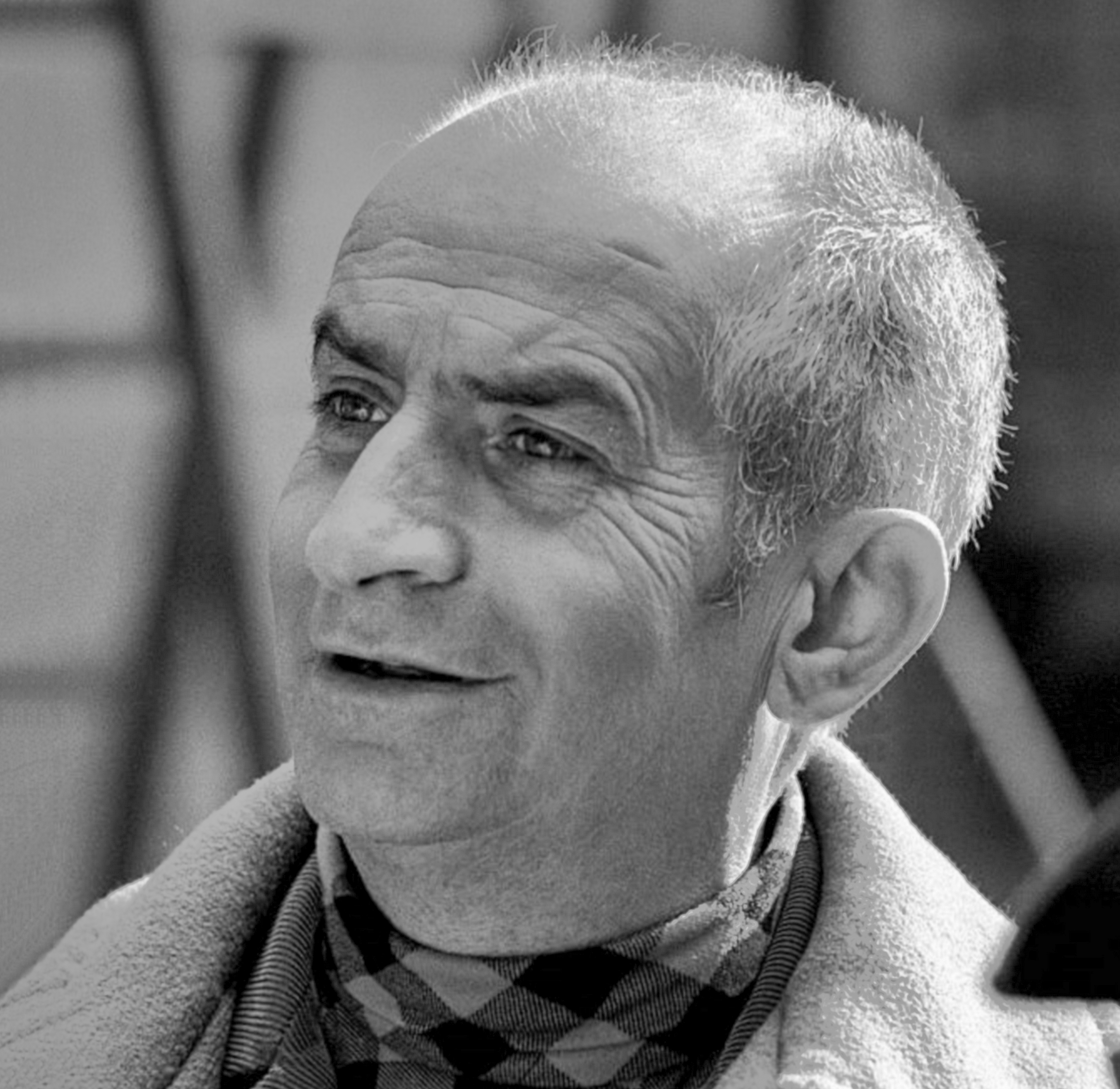
L'acteur vedette lors du tournage en mars 1970, à Bassano Romano en Italie.

## Lieux de tournage

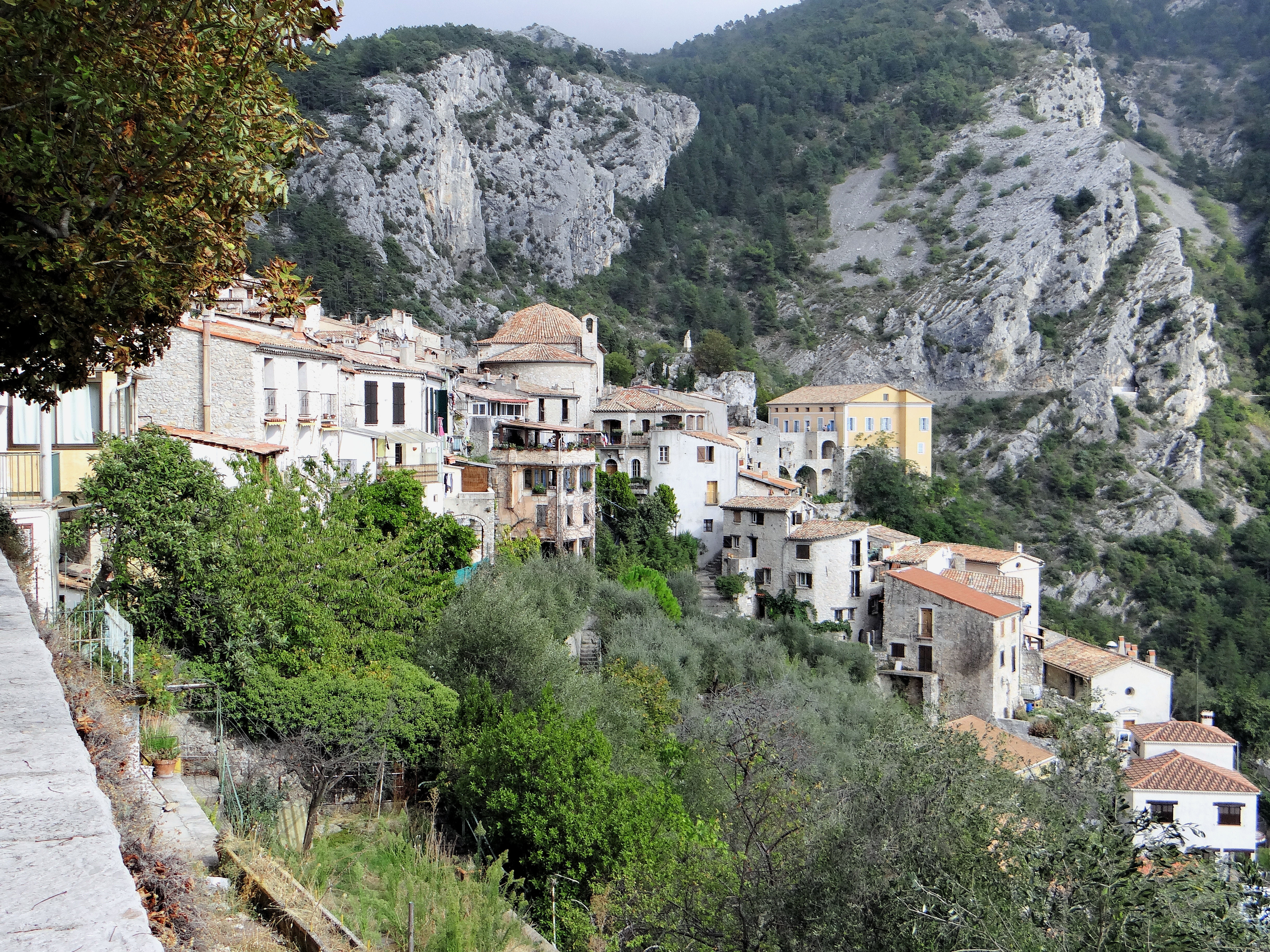
Le village de Peille (Alpes-Maritimes) visible dans la séquence d'introduction du film.

- Scènes intérieures : studios de cinéma de Billancourt.
- Scènes extérieures : Nice et Rome[14] (Bassano Romano ?).
- Au début du générique, le village traversé est Peille, au-dessus de Monaco.
- Course poursuite début du film : route de Peille D53 > Nice Promenade des anglais M6098 > Monaco boulevard du jardin exotique D6307 > Monaco cabaret SBM place du casino.
- Poursuite de Françoise : départ villa Cap Martin Roquebrune > accident Nice ? > Monaco rue Caroline > Port de Monaco route de la piscine ?
- Départ du bateau de l’amoureux de Françoise : escaliers jardin du casino de Monte-Carlo > Port de Monaco.

## Autour du film
- La troupe Evan Evans est composée de 14 danseuses professionnelles, dont Françoise, l'adjointe de M. Evans (jouée par Noëlle Adam, également actrice) et la nouvelle recrue, Endrika (Puck Adams).
- Martine Kelly, actrice ayant déjà tourné avec De Funès dans Les Grandes Vacances et Hibernatus, joue ici le rôle de l'une des 14 danseuses originales et qui quitte la troupe au début du film lors d'une séance de répétition éreintante. Elle n'est cependant pas présente lors des chorégraphies de cette séance où seules 13 danseuses sont à l'écran. Elle sera remplacée par Endrika.
- Louis de Funès s'entraîne rigoureusement pendant plusieurs semaines pour les danses avec René Goliard, chorégraphe notamment sur des émissions de variétés à la télévision[15].
- L'Homme orchestre offre à Louis de Funès un rôle d'artiste — chorégraphe à la mode — au lieu d'un patron, des partenaires inédits (si ce n'est son fils Olivier), une imagerie psychédélique, une musique novatrice de François de Roubaix, et quelques tentatives d'expérimentations dans son jeu d'acteur[16]. Ses danses n'ont cette fois-ci rien de comique[15]. Le tournage, de novembre 1969 à avril 1970, est allongé de neuf semaines à cause du bras de fer entre la vedette et le producteur Alain Poiré sur le montant de son cachet[13].
- L'intrigue autour des bébés mêlés à une troupe d'artistes rappelle celle du film Nous irons à Monte-Carlo de Jean Boyer, sorti en 1951.
- Alors que Serge Korber s'était inspiré de l'émergence de chorégraphes stars dans les années 1960 pour Evan Evans, en tête desquels Maurice Béjart, il réalise des années plus tard un documentaire sur lui, Béjart !… Vous avez dit Béjart ? (2005)[2]. D'ailleurs, en suivant le chorégraphe, Korber lui fait découvrir L'Homme orchestre, qui le fait beaucoup rire[2].

## Exploitation et accueil

### Box-office
Ce film a réalisé 2 410 000 entrées en France et se classe 15e de l'année 1970, ce qui n’est pas un mauvais score mais reste faible pour un De Funès, le public ayant peut-être été dérouté par l’aspect « comédie musicale », inattendu chez l’acteur. Cependant, selon le réalisateur Serge Korber, en URSS le film aurait réalisé 33 millions d'entrées et aurait également battu des records en Allemagne avec plus de 2 millions d'entrées.

### Distinction
- 1970 : prix Georges-Courteline du cinéma, ou prix de l'humour cinématographique, remis à Louis de Funès pour L'Homme orchestre et Le Gendarme en balade[20],[21]

### Éditions en vidéo
En 2015, L'Homme orchestre sort en Blu-ray, par Gaumont, dans une version restaurée. L'édition contient trois bonus, dont un entretien avec Serge Korber, le réalisateur, un commentaire audio de ce dernier, et une bande-annonce. Ces suppléments sont repris de l'édition DVD, sortie en 2002.